# 28. říjen
28. říjen je 301. den roku podle gregoriánského kalendáře (302. v přestupném roce). Do konce roku zbývá 64 dní.

## Události

### Česko

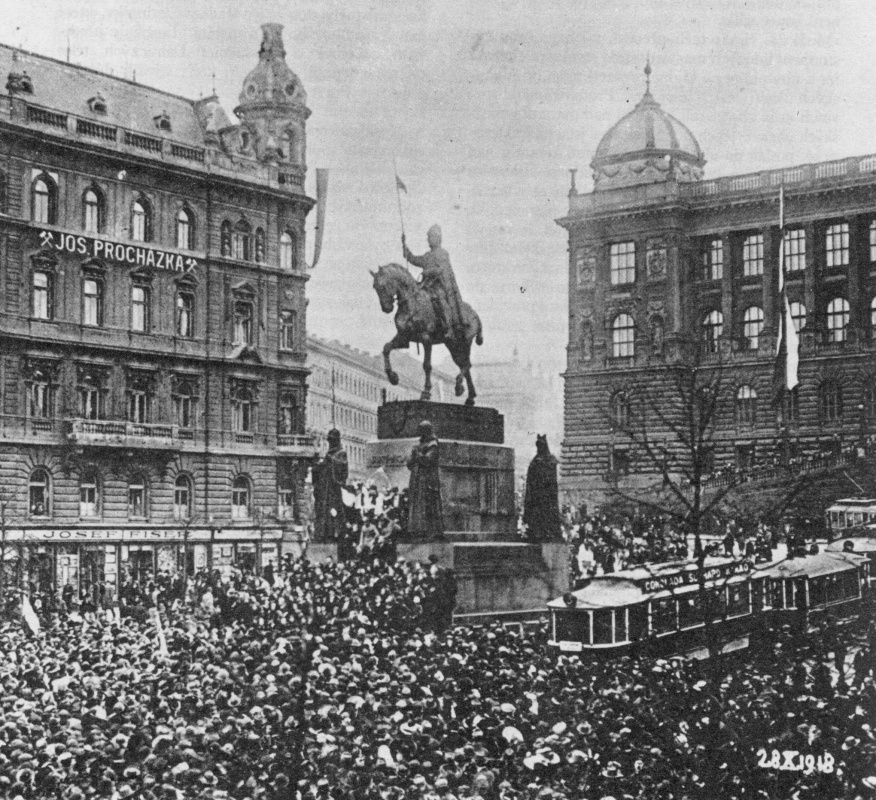
Vyhlášení samostatnosti Československa 1918

- 1424 – Husité dobyli Mohelnici a povraždili na 700 jejích obyvatel.
- 1453 – Ladislav Pohrobek je korunován českým králem. V době korunovace mu je pouhých třináct let.
- 1918
  - V Praze byl vyhlášen samostatný československý stát.
  - Vznikla Československá tisková kancelář.[1]
- 1923 – Československé státní aerolinie uskutečnily svůj první let - symbolický oblet pražského letiště.
- 1928 – Otevřen sociální ústav Masarykovy domovy, dnes Thomayerova nemocnice v Praze.
- 1935 – Otevřen Švehlův most přes Lužnici v Táboře.
- 1939 – V řadě měst protektorátu Čechy a Morava proběhly protiněmecké demonstrace. V Praze byl při nich smrtelně zraněn medik Jan Opletal a dělník Václav Sedláček.
- 1945
  - Edvard Beneš byl potvrzen ve funkci prezidenta.
  - Vyhlášeno znárodnění bank a většiny průmyslu.[2] Na památku této události byl 28. říjen 1952[3] až 1987 slaven jako Den znárodnění.[4][5]
- 1985 – V pražském Strašnickém divadle proběhla premiéra hry Divadla Járy Cimrmana - Dobytí severního pólu.
- 1988 – Rozhodnutím vlády byl tento významný den opět prohlášen státním svátkem. V Praze a dalších místech republiky se konala shromáždění na počest 70. výročí vzniku ČSR. Vyzněla odmítavě ke komunistickému režimu.
- 1989 – Na Václavském náměstí v Praze se uskutečnila spontánní demonstrace několika tisíc osob k výročí vzniku republiky a za dodržování lidských práv
- 2008 – V pražském Žižkovském divadle proběhla premiéra hry Divadla Járy Cimrmana - České nebe.
- 2020 – V zahradě Kinských v Praze vyhořel dřevěný kostel svatého archanděla Michaela

### Svět

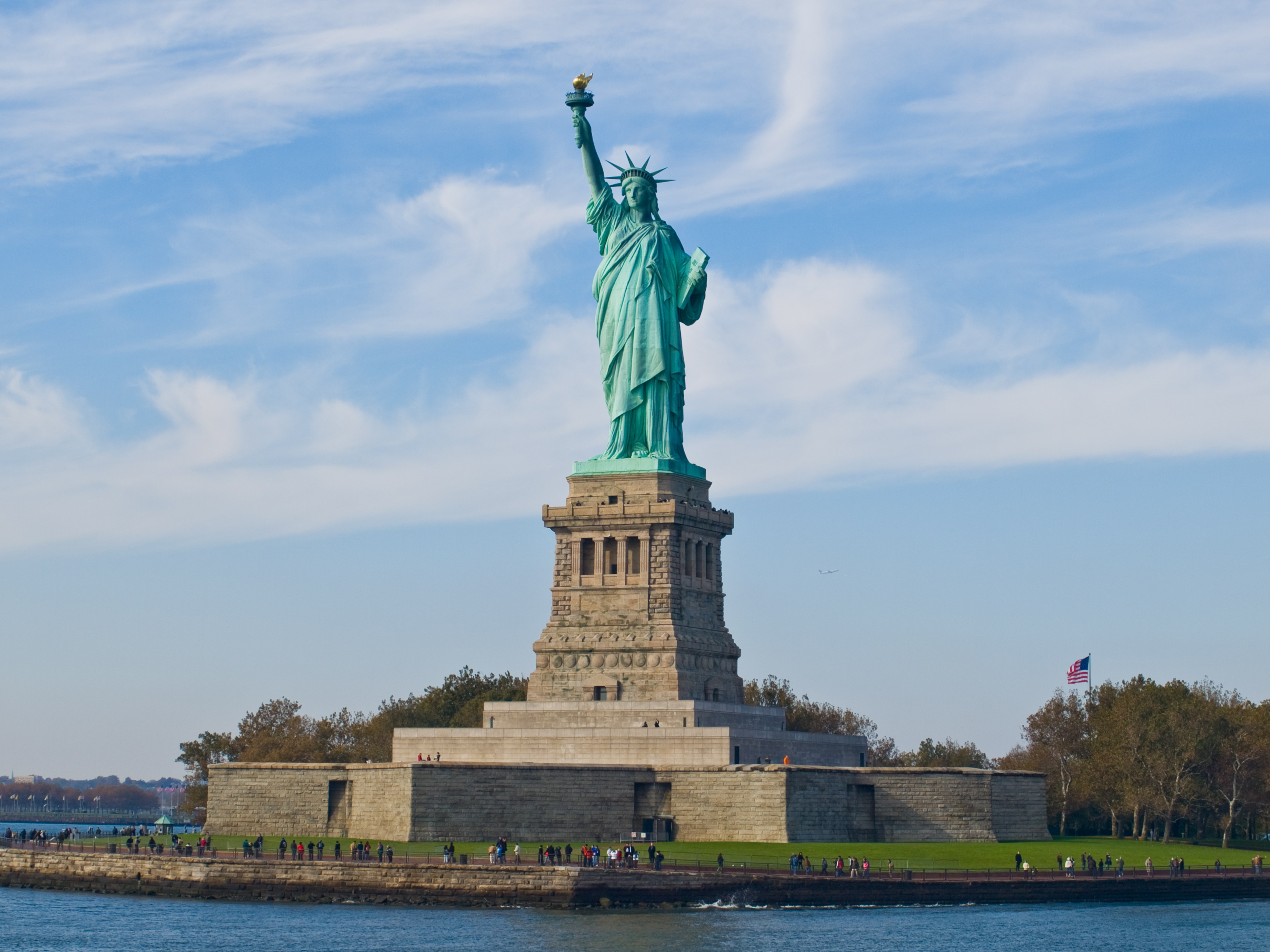
Socha Svobody (odhalena 1886)

- 0312 – Římský císař Konstantin Veliký porazil v bitvě u Milvijského mostu svého soupeře Maxentia. Podle legendy připisoval Konstantin své vítězství křesťanskému Bohu.
- 1492 – Kryštof Kolumbus přistál na Kubě.
- 1538 – Papež Pavel III. založil papežskou bulou první univerzitu na americkém kontinentu v Santo Domingu.
- 1628 – v La Rochelle podepsána kapitulace této významné bašty hugenotů ve Francii, kardinál Richelieu s královskými vojsky obsadil město, konec vojenské hrozby hugenotů pro království.
- 1636 – v Cambridge v USA založena Harvardova univerzita.
- 1886 – Slavnostně odhalena Socha Svobody ("Statue of Liberty Enlightening The World") na ostrově Liberty Island v New Yorku, dar Francie Spojeným státům.
- 1914 – Námořní Bitva u Penangu.
- 1918 – Polsko obsadilo okrajová území Pruského Slezska.
- 1918 – V ruském Čeljabinsku proběhl pohřeb legionáře Josefa Jiřího Švece.
- 1919 – Kongres Spojených států přehlasoval prezidentské veto, začala prohibice.
- 1922 – Benito Mussolini uchopil moc v Itálii při takzvaném „Pochodu na Řím“.
- 1940 – Druhá světová válka: Itálie vstoupila do války s Řeckem. V Řecku se od té doby slaví svátek Den Ochi, den kdy řekli Italům Ne na výzvu k dobrovolné kapitulaci.
- 1965 – V rámci druhého vatikánského koncilu byla vyhlášena deklarace Nostra aetate o poměru církve k nekřesťanským náboženstvím.
- 1981 – James Hetfield a Lars Ulrich založili kapelu Metallica
- 1995 – V metru ázerbájdžánského hlavního města Baku vypukl požár, při němž zahynulo 286 lidí.[6]
- 2009 – Přes 100 lidí bylo zabito při bombovém útoku v pákistánském Péšávaru.

## Narození

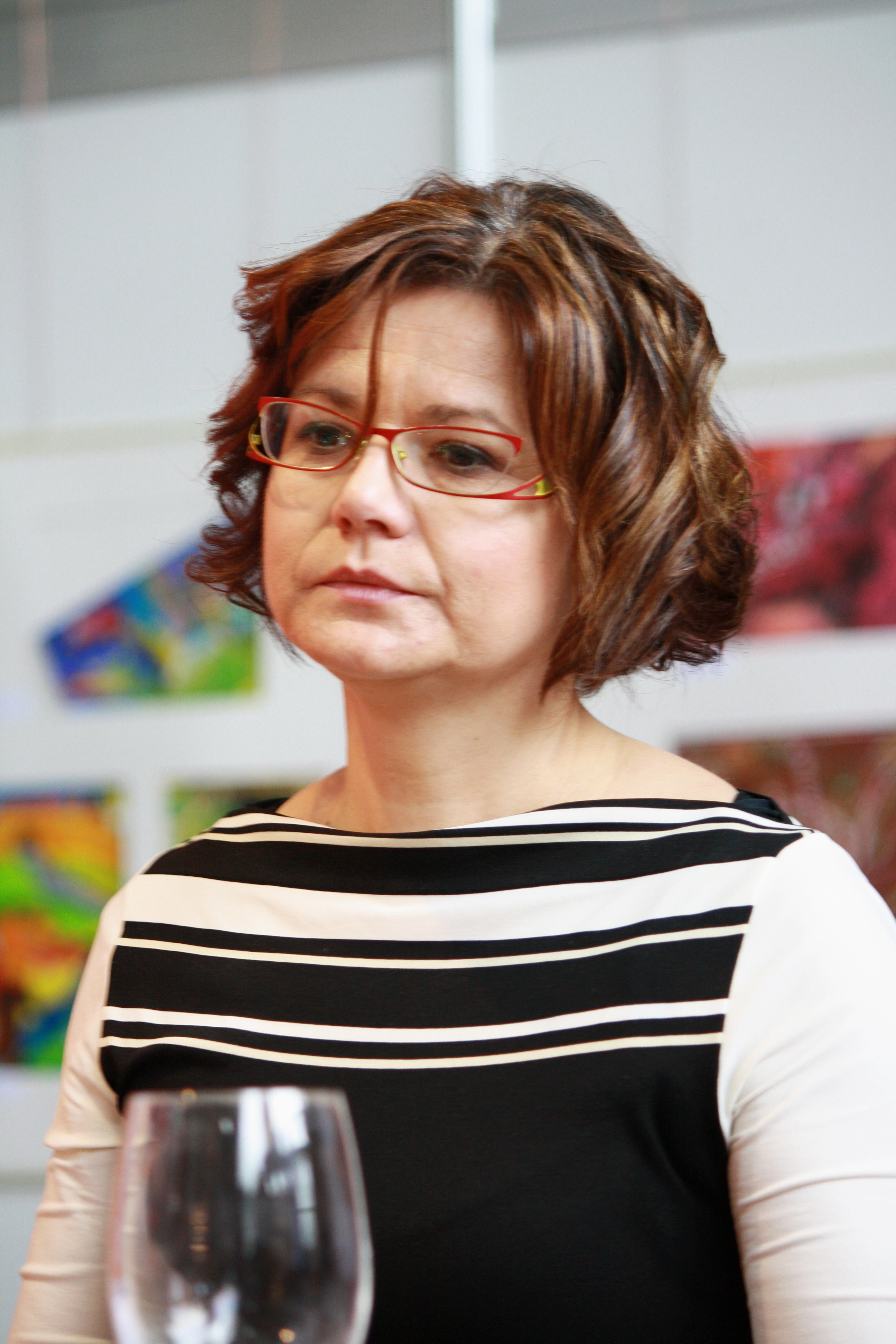
Ivana Andrlová (* 1960)

### Česko
- 1693 – Šimon Brixi, hudební skladatel († 2. listopadu 1735)
- 1791 – Josef Helfert, česko-rakouský právník, průkopník památkové péče († 9. září 1845)
- 1798 – Jan Mundy, moravský textilní magnát († 9. března 1872)
- 1814 – Jan Zachariáš Quast, malíř († 9. srpna 1891)
- 1842 – František Xaver Kryštůfek, kněz, církevní historik, rektor UK († 25. ledna 1916)
- 1861 – Rudolf Kříženecký, architekt († 12. března 1939)
- 1863 – Artuš Scheiner, ilustrátor a malíř († 20. prosince 1938)
- 1874 – Karel Pelant, novinář a esperantista († 24. ledna 1925)
- 1877 – Jaroslav Charfreitág, fotograf, vynálezce a cestovatel († 5. června 1937)
- 1881 – František Červinka, československý politik († 1950)
- 1883 – Sergej Vojcechovský, československý legionář a generál ruského původu († 7. dubna 1951)
- 1888 – Emil Štolc, hudební skladatel a dirigent († 1. července 1940)
- 1889 – Josef Šíma, církevní právník, děkan bohoslovecké fakulty Karlovy univerzity v Praze († 16. listopadu 1970)
- 1902 – Karel Mejstřík, prozaik, publicista a pedagog († 14. září 1994)
- 1903 – Bohuslav Kozák, malíř († 13. listopadu 1938)
- 1908 – Josef Rabas, německý teolog původem z Čech († 23. srpna 2003)
- 1914 – Vratislav Grégr, chemik († 1. února 1991)
- 1915 – Karel Míšek, tvůrce písma, typograf a pedagog († 27. ledna 2009)
- 1919 – Miroslav Hájek, filmový střihač († 1991)
- 1921 – Vladimír Vít, elektrotechnik a vynálezce († 3. října 2004)
- 1923
  - Jiří Kabát, kněz a politický vězeň († 18. listopadu 1990)
  - Libuše Hynková, choreografka, folkloristka a etnografka († 6. ledna 2012)
- 1927 – Jan Hána, sochař († 20. září 1994)
- 1929 – Jiří Brabec, literární kritik a historik
- 1930
  - Svatopluk Pluskal, fotbalista († 29. května 2005)
  - Mirka Pokorná, klavíristka († 24. ledna 2017)
  - Karel Smetana, lékař-histolog
- 1939 – Evžen Hadamczik, fotbalový trenér († 19. září 1984)
- 1948 – Ivo Krobot, dramatik, divadelní scenárista, režisér a pedagog
- 1952 – Štěpán Svačina, lékař-internista
- 1958 – Štěpán Markovič, saxofonista, skladatel a pedagog
- 1959 – Ondřej Weissmann, hokejista a trenér
- 1960 – Ivana Andrlová, herečka
- 1963 – Michaela Šojdrová, politička
- 1971 – Vladimír Hudáček, hokejový brankář
- 1975 – Martin Kupka, český politik a novinář, ministr dopravy ČR
- 1976 – Lukáš Hartig, fotbalista
- 1979
  - Martin Škoula, hokejista
  - Jakub Zdeněk, herec
- 1981 – Milan Baroš, fotbalista
- 1983 – Pavla Beretová, herečka
- 1986 – Mario Holek, fotbalista
- 1987 – Eva Kulovaná, šachistka

### Svět

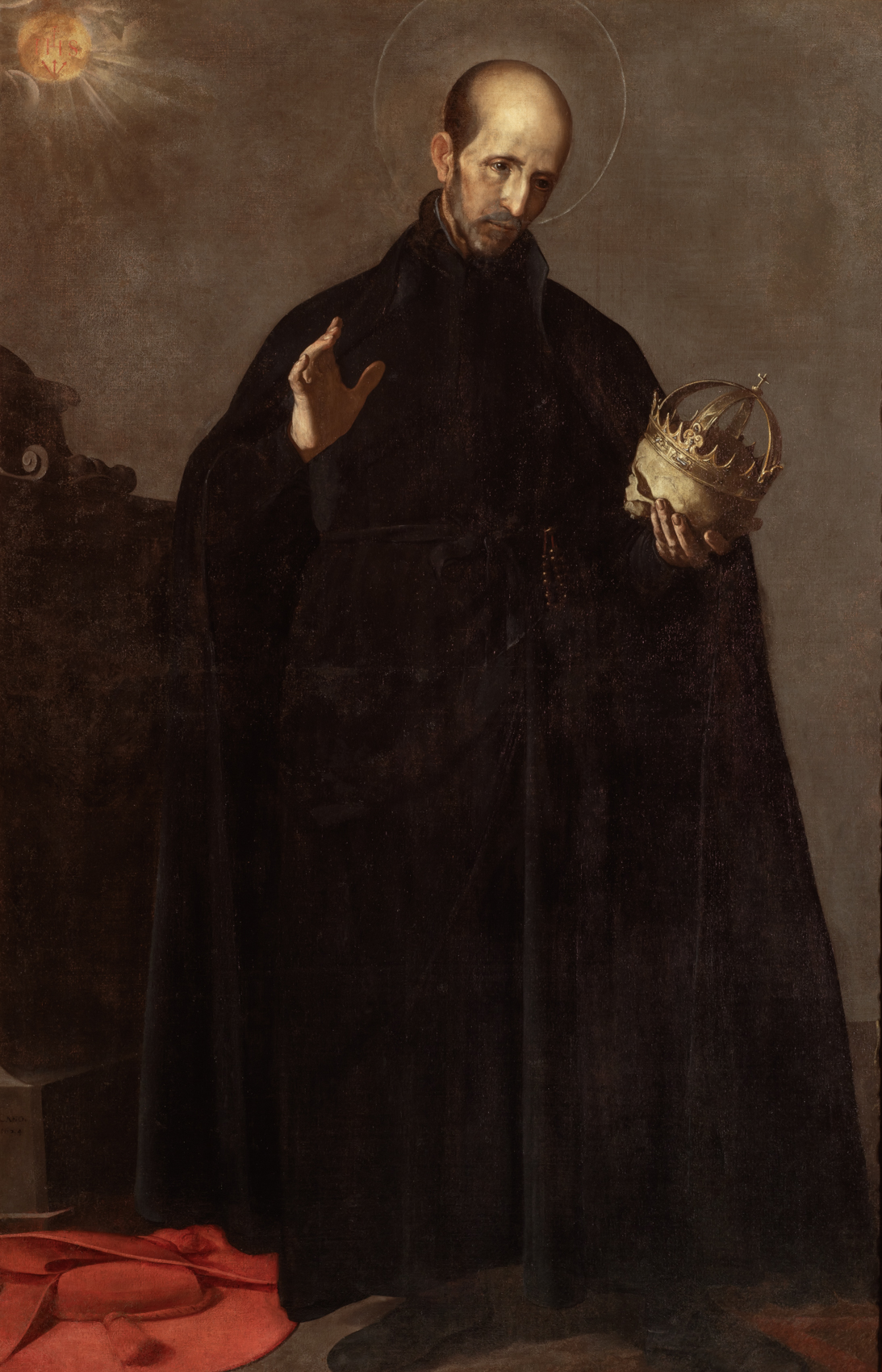
Svatý František Borgia (*1510)

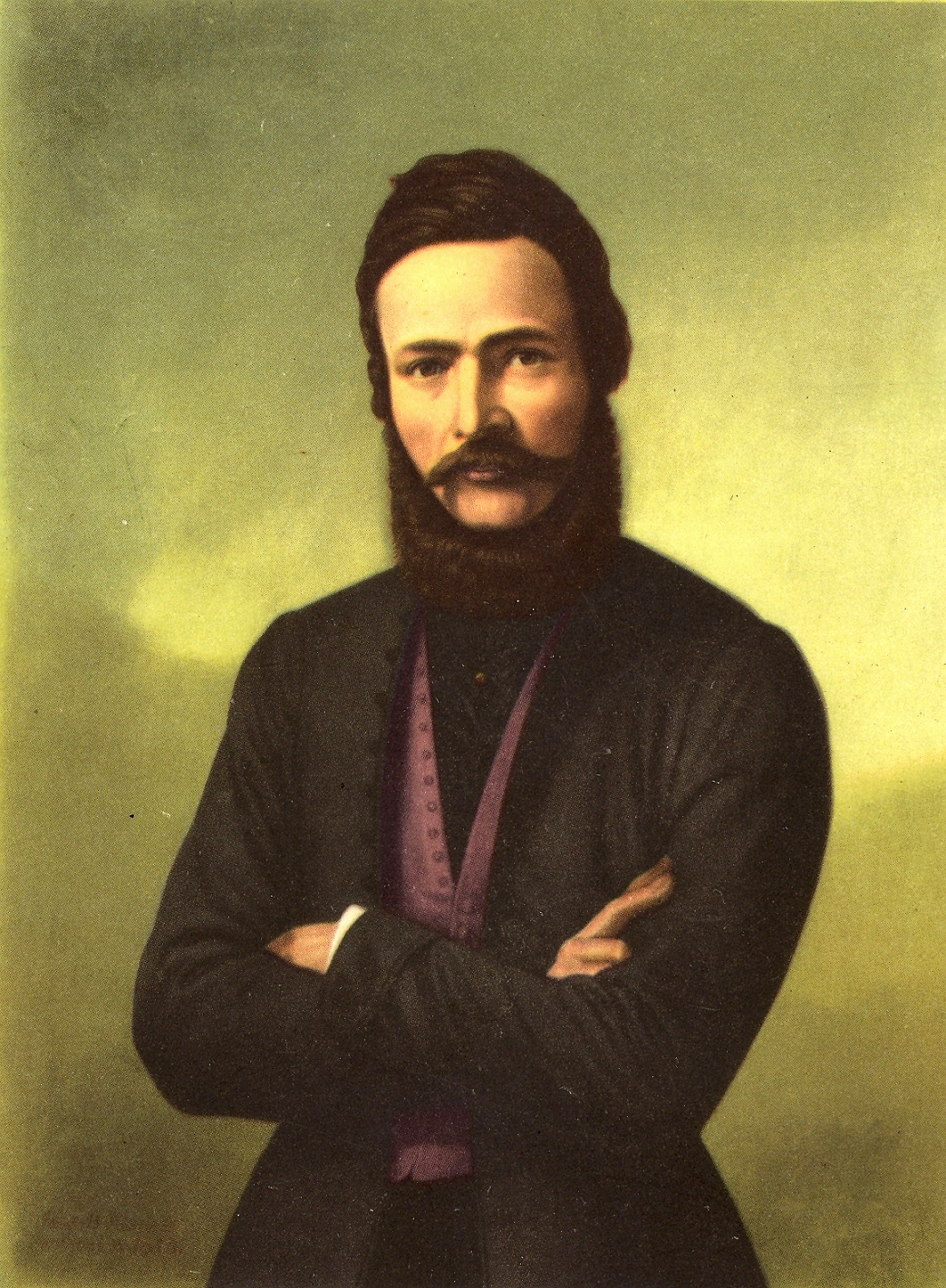
Ľudovít Štúr (* 1815)

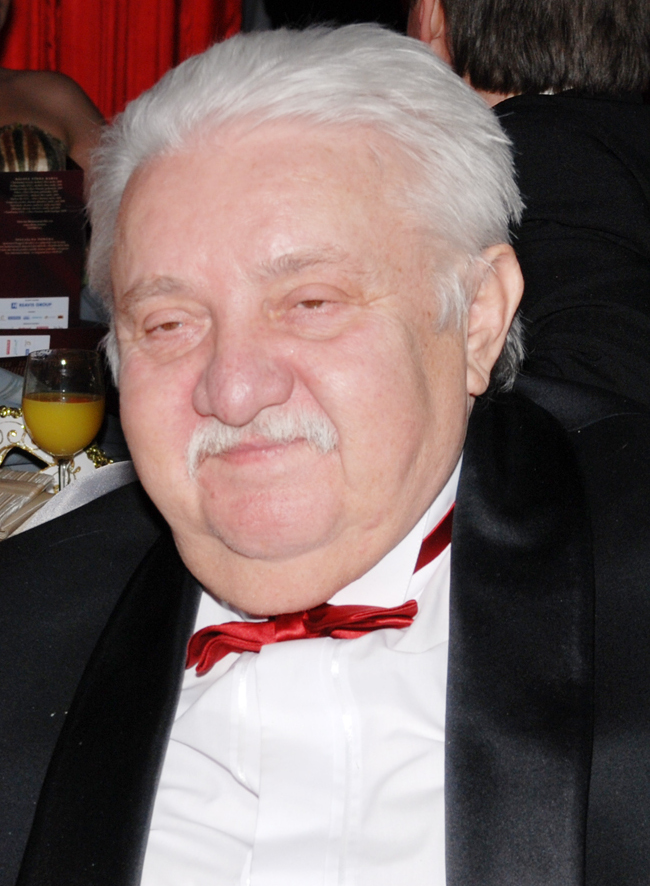
Marián Labuda (* 1944)

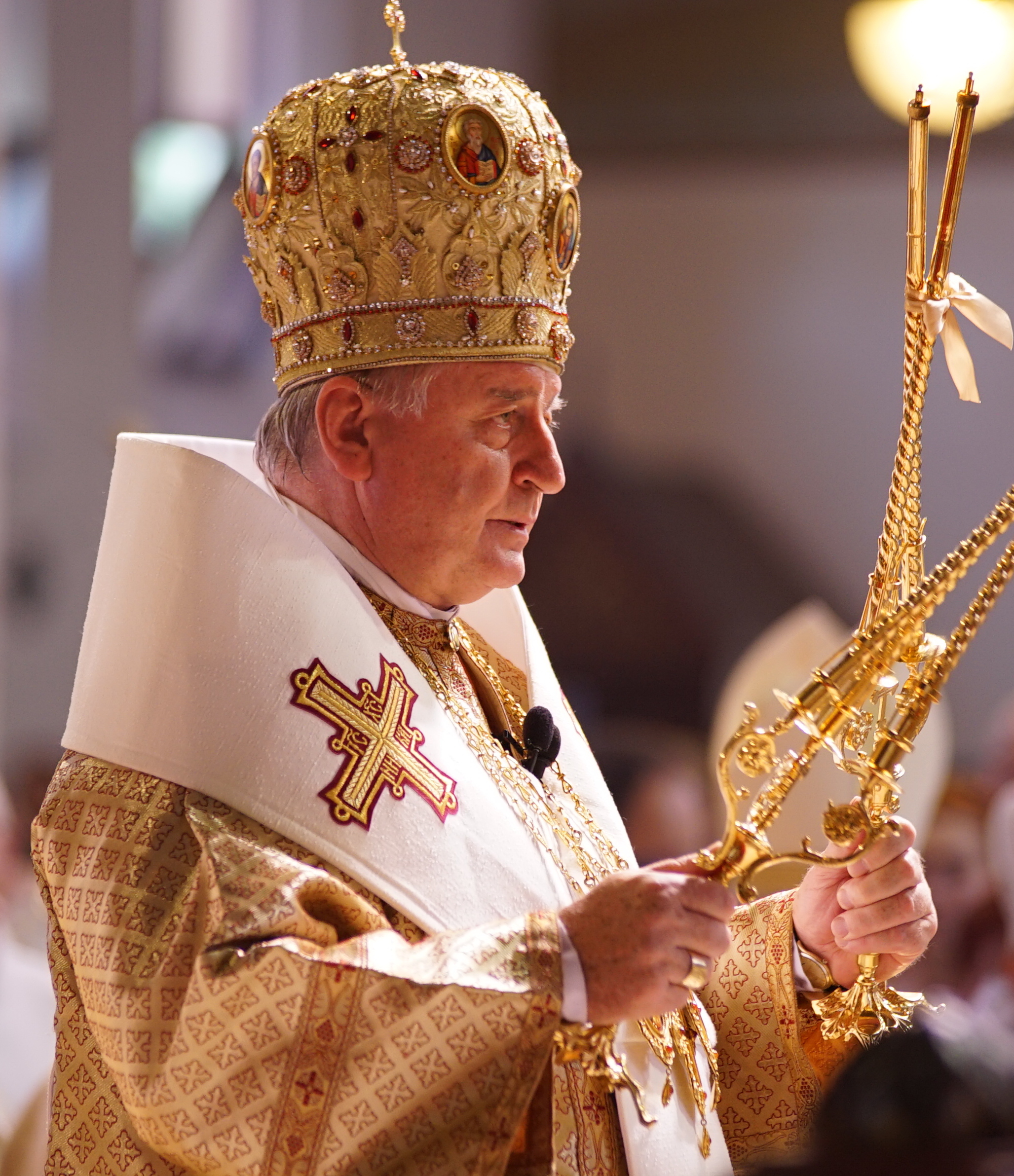
Ján Babjak (*1953)

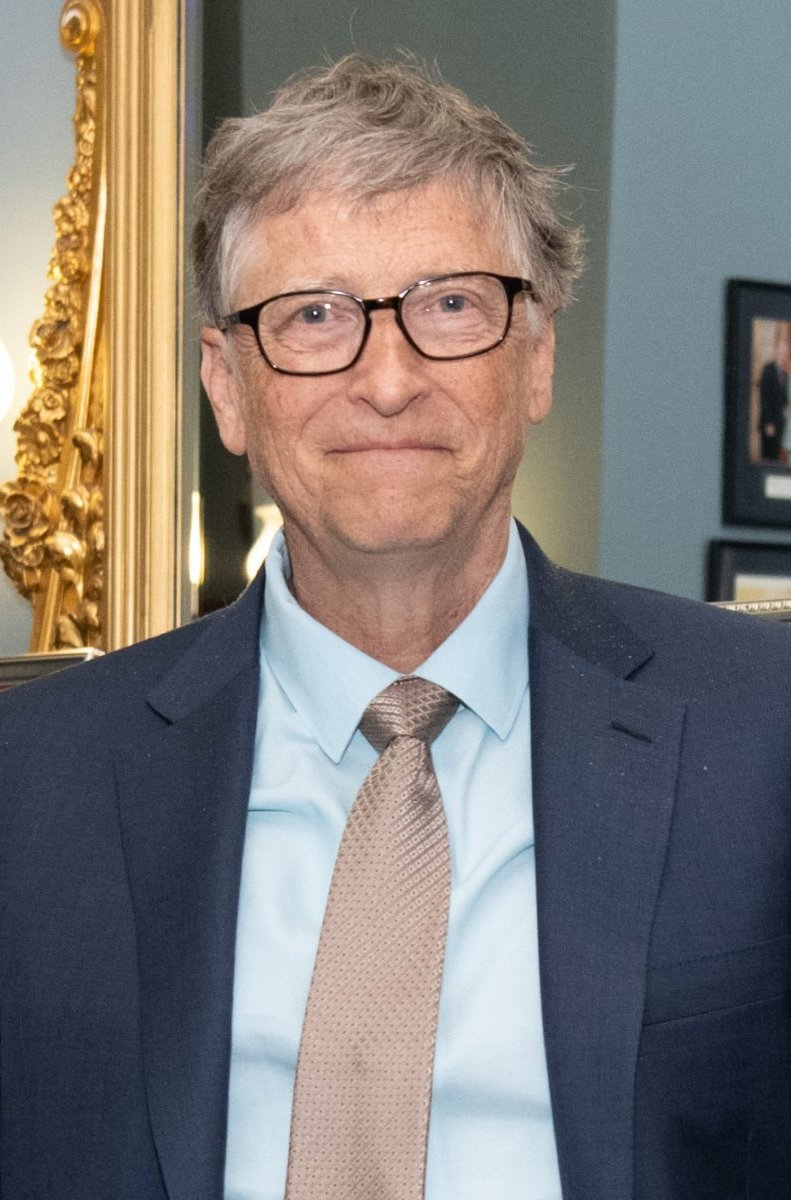
Bill Gates (*1955)

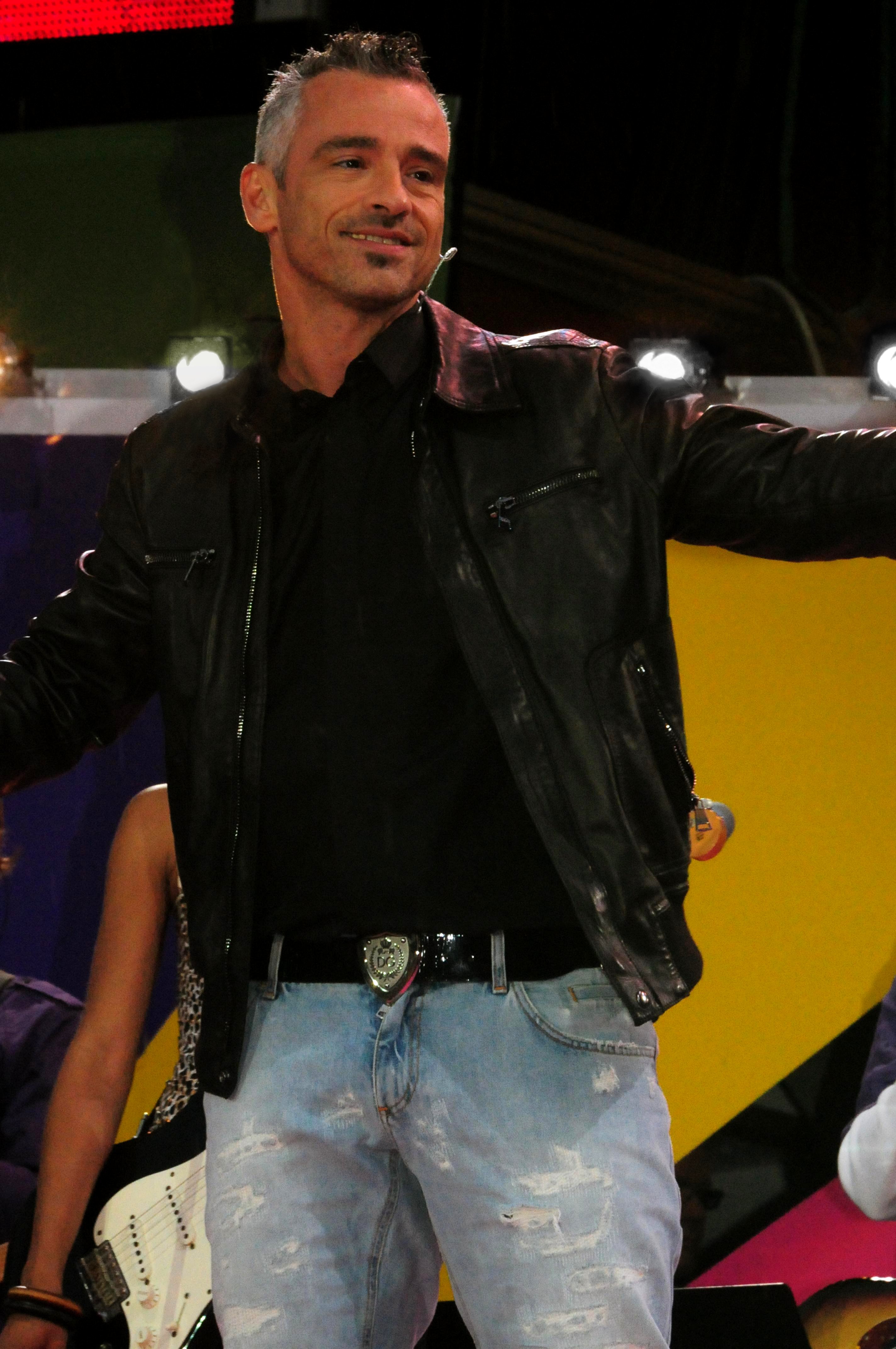
Eros Ramazzotti (* 1963)

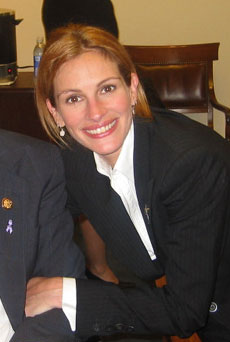
Julia Robertsová (* 1967)

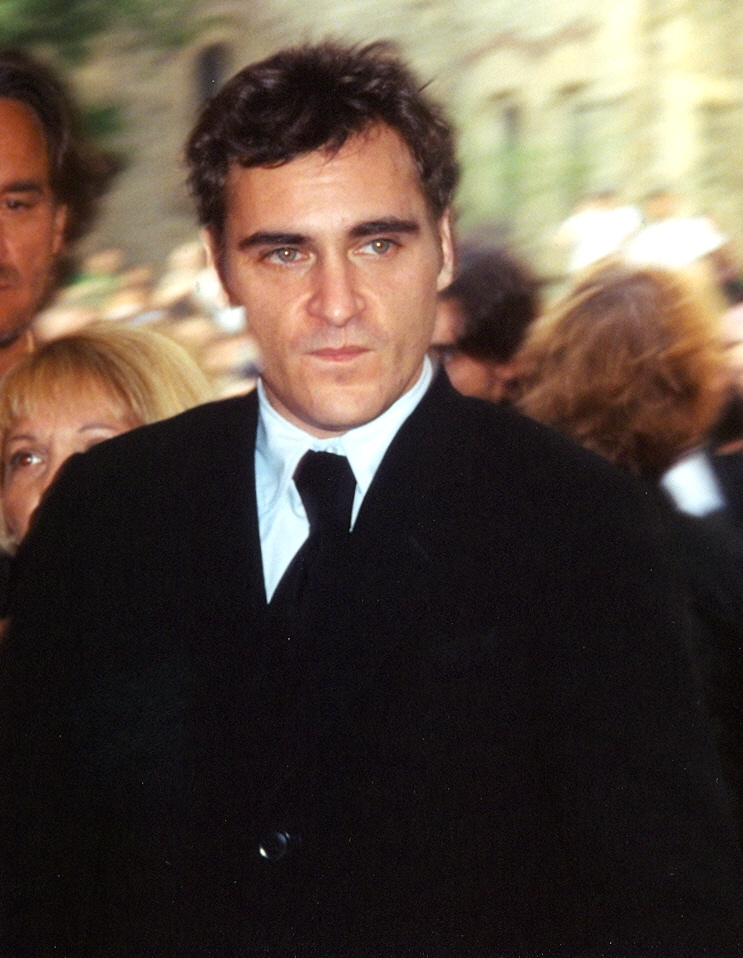
Joaquin Phoenix (* 1974)

- 1017 – Jindřich III. Černý, německý král a římský císař († 5. října 1056)
- 1200 – Ludvík IV. Durynský, durynský lantkrabě, saský falckrabě, říšský maršálek a účastník křížové výpravy († 11. září 1227)
- 1435 – Andrea della Robbia, italský renesanční sochař († 4. srpna 1525)
- 1510 – Svatý František Borgia, španělský jezuita († 1572)
- 1550 – Svatý Stanislav Kostka, polský jezuita, patron Polska a studentů († 15. srpna 1568)
- 1599 – Svatá Marie od Vtělení Guyart, francouzská řeholnice († 30. dubna 1672)
- 1623 – Johann Grueber, rakouský jezuitský misionář a astronom († 30. září 1680)
- 1667 – Marie Anna Falcko-Neuburská, španělská královna († 16. července 1740)
- 1692 – Josef Ferdinand Bavorský, španělský korunní princ († 6. února 1699)
- 1696 – Maurice de Saxe, německý šlechtic a vojevůdce ve francouzských službách († 30. listopadu 1750)
- 1704 – John Byng, britský admirál († 14. března 1757)
- 1744 – William Hodges, anglický malíř († 6. března 1797)
- 1756 – Karl Joseph Hadik von Futak, rakouský vojevůdce († 24. června 1800)
- 1767 – Marie Hesensko-Kasselská, německá princezna a dánská královna jako manželka Frederika VI. († 21. března 1852)
- 1791 – Ján Chalupka, slovenský spisovatel a dramatik († 15. července 1871)
- 1793
  - Karolina Dánská, dcera dánského krále Frederika VI. († 31. března 1881)
  - Eliphalet Remington, americký puškař († 1861)
- 1815 – Ľudovít Štúr, slovenský národní buditel, politik, jazykovědec, učitel, spisovatel, novinář a kodifikátor současné spisovné slovenštiny († 12. ledna 1856)
- 1836 – James Edward Tierney Aitchison, anglický lékař, botanik a cestovatel († 30. září 1898)
- 1838 – Fredrik Idestam, finský důlní inženýr, zakladatel společnosti Nokia († 8. dubna 1916)
- 1846 – Auguste Escoffier, francouzský šéfkuchař († 12. února 1935)
- 1847 – Karl von Giovanelli, předlitavský soudce a politik († 6. června 1922)
- 1854 – Jean-Marie Guyau, francouzský filozof († 31. března 1888)
- 1856 – Mary Steen, dánská fotografka († 7. dubna 1939)
- 1857 – James Aurig, německý fotograf († 19. prosince 1935)
- 1860 – Hugo Preuß, německý právník, profesor a politik († 9. října 1925)
- 1866 – Ramón María del Valle-Inclán, španělský spisovatel († 5. ledna 1936)
- 1867 – Hans Driesch, německý biolog a filosof († 16. dubna 1941)
- 1868 – James Connolly, americký atlet a spisovatel († 20. ledna 1957)
- 1878 – Conrado del Campo, španělský houslista, dirigent, hudební skladatel († 17. března 1953)
- 1880 – Samko Dudík, slovenský lidový umělec († 25. května 1967)
- 1883 – Sergej Vojcechovský, československý generál ruského původu († 7. dubna 1951)
- 1884 – Dušan Simović, jugoslávský generál a exilový premiér († 26. září 1962)
- 1885 – Per Albin Hansson, švédský sociálnědemokratický politik, premiér Švédska († 6. října 1946)
- 1893
  - Felix Bourbonsko-Parmský, parmský a lucemburský princ († 8. dubna 1970)
  - Karl Farkas, rakouský herec († 16. května 1971)
- 1897 – Edit Headová, americká kostýmní návrhářka († 24. října 1981)
- 1903 – Evelyn Waugh, anglický spisovatel-humorista († 10. dubna 1966)
- 1907 – Thomas Hampson, britský olympijský vítěz v běhu na 800 metrů z roku 1932 († 4. září 1965)
- 1909 – Francis Bacon, britský malíř († 28. dubna 1992)
- 1914
  - Richard Laurence Millington Synge, britský biochemik, Nobelova cena za chemii 1952 († 18. srpna 1994)
  - Jonas Salk, americký virolog († 23. června 1995)
- 1917 – Šams Pahlaví, íránská princezna († 29. února 1996)
- 1921 – Karol Laco, slovenský politik, místopředseda vlády ČSSR († 13. dubna 2009)
- 1922 – Gershon Kingsley, americký skladatel († 10. prosince 2019)
- 1924
  - Antonio Creus, španělský závodník Formule 1 († 19. února 1996)
  - Ján Karel, československý fotbalový reprezentant († 11. listopadu 2005)
- 1927 – Vladimír Kompánek, slovenský sochař a malíř († 20. ledna 2011)
- 1930
  - Bernie Ecclestone, šéf F1
  - Ladislav Dobos, slovenský spisovatel, publicista, politik († 25. července 2014)
- 1932
  - Matúš Kučera, slovenský historik a politik († 15. prosince 2022)
  - Vladimir Ivaško, generální tajemník ÚV KSSS († 13. listopadu 1994)
- 1933 – Garrincha, brazilský fotbalista († 20. ledna 1983)
- 1936
  - Carl Davis, americký dirigent a skladatel († 3. srpna 2023)
  - Charlie Daniels, americký hudebník († 6. července 2020)
- 1937 – Graham Bond, britský hudebník († 8. května 1974)
- 1938 – Bernadette Lafont, francouzská herečka († 25. července 2013)
- 1939 – Giulio Angioni, italský spisovatel a antropolog († 12. ledna 2017)
- 1940 – Gennadij Strekalov, ruský kosmonaut († 25. prosince 2004)
- 1941 – Hank Marvin, anglický kytarista
- 1942 – Kees Verkerk, nizozemský rychlobruslař, olympijský vítěz
- 1943 – Július Matula, slovenský režisér a scenárista († 14. května 2016)
- 1944
  - Marián Labuda, slovenský herec († 5. ledna 2018)
  - Coluche, francouzský herec, komik a humanitární aktivista († 19. června 1986)
- 1945
  - Elton Dean, britský saxofonista († 7. února 2006)
  - Simon Brett, anglický spisovatel
- 1946 – Robert Lynn Asprin, americký spisovatel († 22. května 2008)
- 1949
  - Caitlyn Jenner, americký atlet, olympijský vítěz v desetiboji
  - Sofa Landver, izraelská politička ruského původu
- 1952 – Pío García-Escudero Márquez, španělský architekt a politik
- 1953 – Ján Babjak, slovenský řeckokatolický arci eparcha (arcibiskup) prešovský
- 1955 – Bill Gates, zakladatel softwarové společnosti Microsoft
- 1956
  - Mahmúd Ahmadínežád, šestý prezident Íránské islámské republiky
  - Volker Zotz, rakouský filozof, Buddho log a religionista
- 1957
  - Christian Berkel, německý herec
  - Dan Castellaneta, americký dabér a komik
  - Roza Rymbajeva, kazašská zpěvačka populární hudby
- 1963 – Eros Ramazzotti, italský zpěvák
- 1964 – Mouss Diouf, francouzský herec († 7. července 2012)
- 1967
  - Julia Robertsová, americká herečka
  - Richard Bona, americký jazzový baskytarista, původem z Kamerunu.
  - John Romero, americký programátor a designér her
  - Sophie z Lichtenštejna, lichtenštejnská korunní princezna
- 1969 – Ben Harper, americký zpěvák a kytarista
- 1970 – Kurt Rosenwinkel, americký jazzový kytarista
- 1974 – Joaquin Phoenix, americký herec
- 1978 – Stanislav Gron, slovenský hokejista
- 1980 – Agnes Obel, dánská zpěvačka a klavíristka
- 1982 – Matt Smith, britský herec
- 1984 – Obafemi Martins, nigerijský fotbalista
- 1988 – Devon Murray, irský herec
- 1993
  - Janez Svoljšak, slovinský horolezec
  - Cheslin Kolbe, jihoafrický ragbista
- 1994 – Maro Itoje, anglický ragbista

## Úmrtí

### Česko

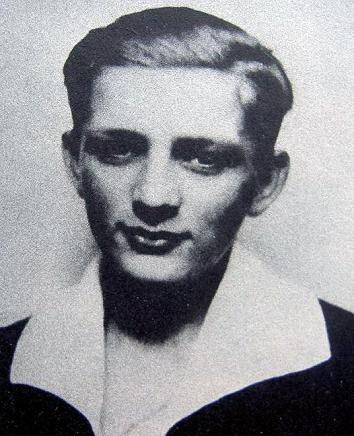
Václav Sedláček († 1939)

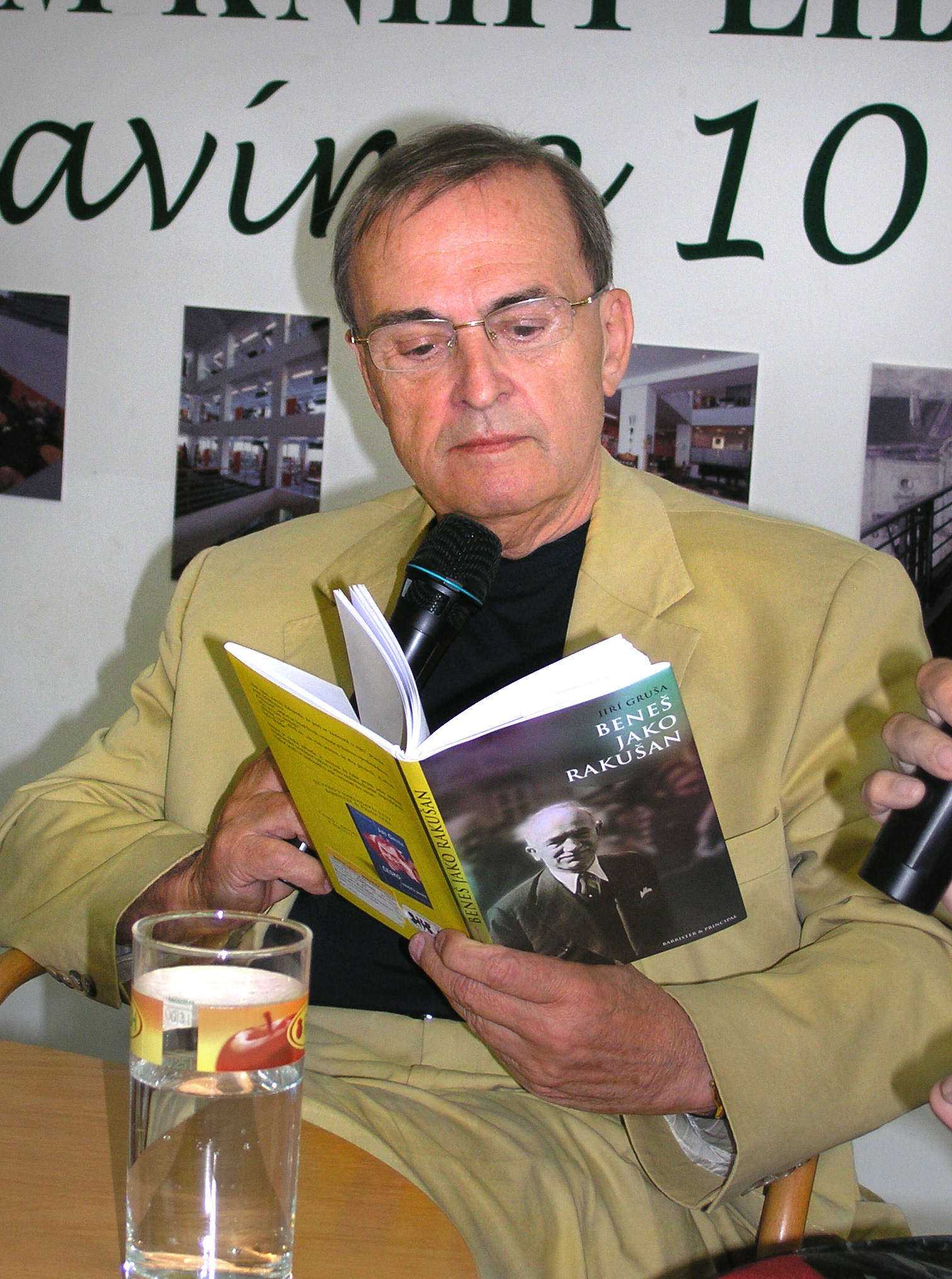
Jiří Gruša († 2011)

- 1813 – Franz Konrad Bartl, matematik a fyzik (* 14. června 1750)
- 1885 – Jakub Škoda, pedagog, překladatel a komunální politik (* 30. dubna 1835)
- 1915 – Bohumil Adámek, básník a dramatik (* 8. listopadu 1848)
- 1924 – Emanuel Chvála, hudební kritik a skladatel (* 1. ledna 1851)
- 1866 – František Pelegrin Hrdina, hudební skladatel působící na Slovensku (* 1793)
- 1929 – Hermann Ungar, německy píšící moravský spisovatel (* 20. dubna 1893)
- 1939 – Václav Sedláček, oběť střelby nacistů do davu 28. 10. 1939 (* 22. dubna 1917)
- 1942 – Antonín Starý, lékař a překladatel (* 9. července 1878)
- 1944
  - Bohuslav Grabovský, voják-výsadkář, popraven nacisty (* 19. ledna 1917)
  - František Pospíšil, voják-výsadkář, popraven nacisty (* 23. listopadu 1919)
- 1947 – Vladimír Fischer, architekt (* 4. července 1870)
- 1949 – Otokar Bém, architekt (* 25. května 1868)
- 1953 – Marta Gottwaldová, manželka prezidenta Gottwalda (* 17. září 1899)
- 1961 – August Žáček, fyzik (* 13. ledna 1886)
- 1970 – Karel Konvalinka, dirigent, hudební skladatel a pedagog (* 21. prosince 1885)
- 1971 – Marie Rýdlová, herečka (* 3. prosince 1884)
- 1977 – Jindřich Hatlák, fotograf (* 15. srpna 1901)
- 1989 – Milan Hübl, historik, vysokoškolský učitel, akademik a politik (* 27. ledna 1927)
- 1996 – Marie Skálová, spisovatelka (* 5. prosince 1924)
- 2008 – Dagmar Sedláčková, akademická malířka, ilustrátorka a grafička (* 14. ledna 1931)
- 2010
  - Břetislav Dolejší, fotbalový reprezentant (* 26. září 1928)
  - Jan Plovajko, plukovník, válečný veterán (* 5. února 1922)
  - Miroslav Langer, klavírista a pedagog (* 5. května 1945)
- 2011 – Jiří Gruša, spisovatel a politik (* 10. listopadu 1938)
- 2013 – Ferdinand Havlík, klarinetista, hudební aranžér,skladatel a kapelník (* 17. června 1928)
- 2014 – Miloslav Kročil, divadelní herec, recitátor (* 3. listopadu 1941)
- 2019 – Jana Drbohlavová, herečka (* 22. listopadu 1940)

### Svět

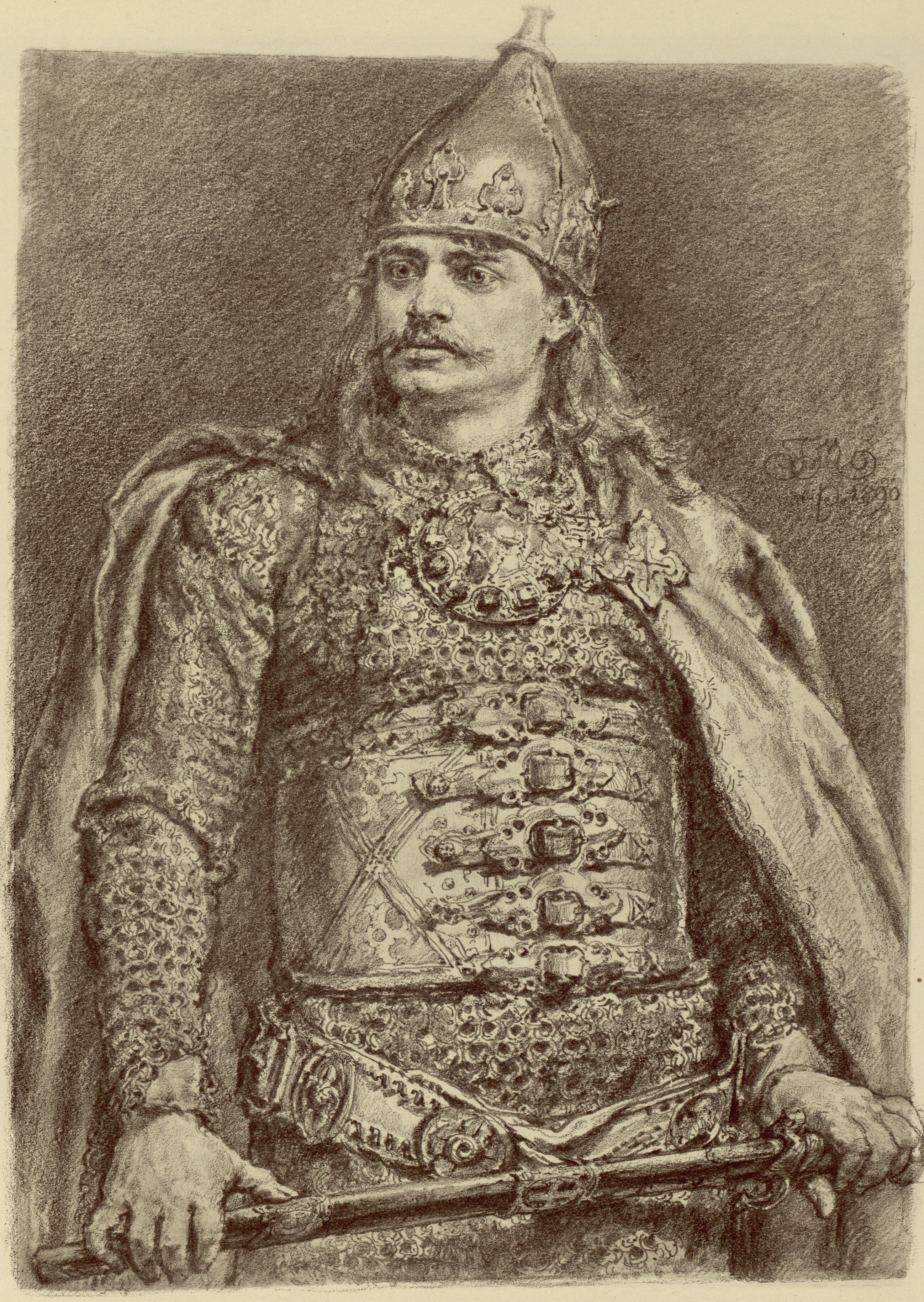
Boleslav III. Křivoústý († 1138)

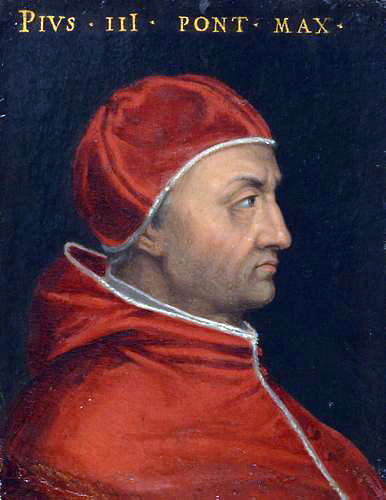
Pius III. († 1503)

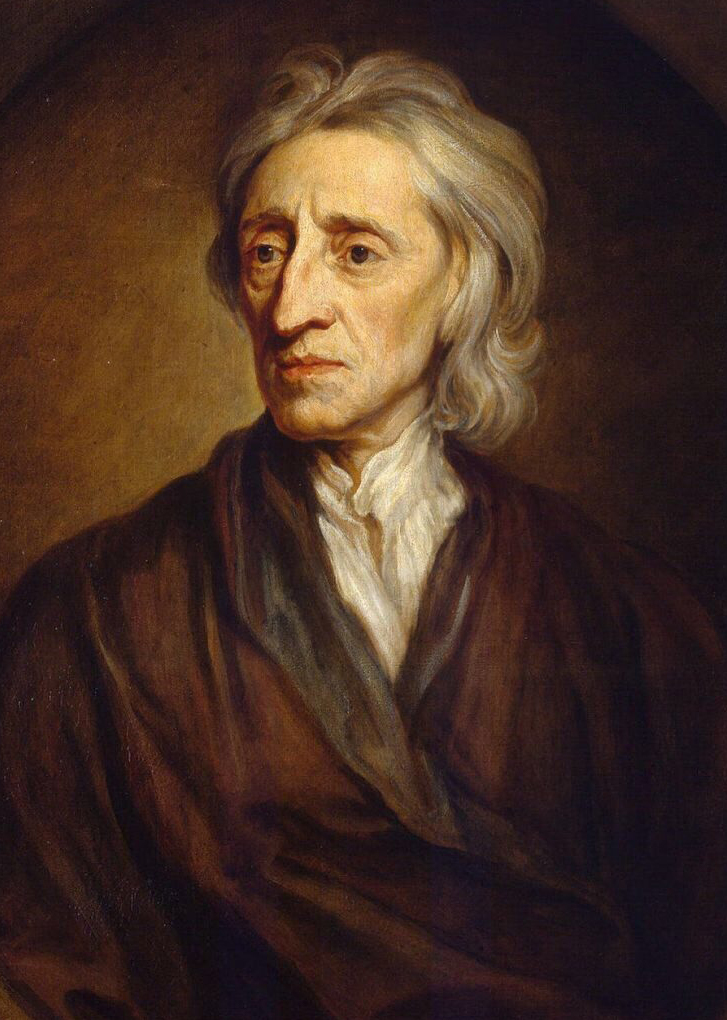
John Locke († 1704)

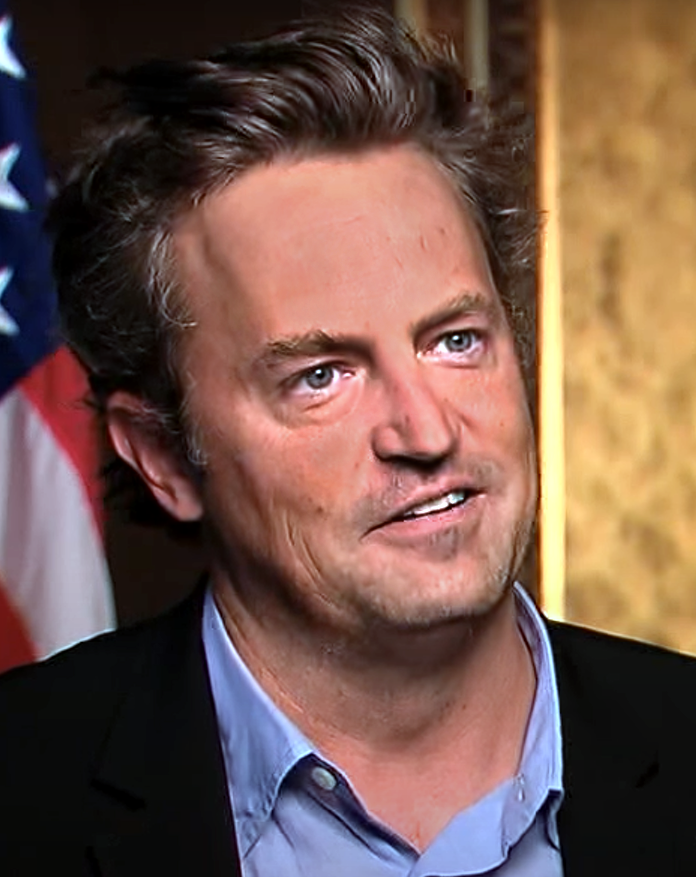
Matthew Perry († 2023)

- 0312 – Maxentius, západořímský císař (* cca 278)
- 1138 – Boleslav III. Křivoústý, polský kníže (* 1085)
- 1313 – Alžběta Goricko-Tyrolská, vévodkyně rakouská a štýrská, římská královna jako manželka Albrechta I. Habsburského (* 1262 nebo 1263)
- 1412 – Markéta I. Dánská, panovnice dánská, švédská a norská (* 1353)
- 1703 – John Wallis, anglický matematik (* 23. listopadu 1616)
- 1704 – John Locke, anglický filosof, představitel empirismu (* 29. srpna 1632)
- 1708 – Jiří Dánský, manžel Anny Stuartovny, princ-manžel Království Velké Británie (* 2. dubna 1653)
- 1740 – Anna Ivanovna, ruská vládnoucí carevna (* 1693)
- 1761 – Franz Anton Pilgram, rakouský barokní architekt (* 7. června 1699)
- 1768 – Michel Blavet, francouzský flétnista a skladatel (* 13. března 1700)
- 1782 – Šarlota Amálie Dánská, dánská princezna (* 6. října 1706)
- 1792 – John Smeaton, anglický stavební inženýr a fyzik (* 8. června 1724)
- 1818
  - Abigail Adamsová, manželka amerického prezidenta Johna Adamse (* 11. listopadu 1744)
  - Henri Jacques Guillaume Clarke, francouzský generál a státník (* 17. října 1765)
- 1826 – Martin Johann Wikosch, rakouský historik moravského původu (* 8. listopadu 1754)
- 1841 – Johann Arfvedson, švédsky chemik (* 1792)
- 1881 – Alexandr Württemberský, člen královské rodiny Württemberků (* 20. prosince 1804)
- 1900 – Friedrich Max Müller, německý filolog, lingvista a orientalista (* 6. prosince 1823)
- 1905 – Alphonse Allais, francouzský humorista, spisovatel a novinář (* 20. října 1854)
- 1914 – Adéla Augusta Bavorská, bavorská princezna, vévodkyně modenská (* 19. března 1823)
- 1916 – Oswald Boelcke, německé letecké eso (* 19. května 1891)
- 1917 – Philipp Terč, česko-německý lékař, zakladatel apiterapie (* 30. března 1844)
- 1923 – Stojan Protić, srbský politik a novinář (* 16. ledna 1857)
- 1929
  - Bernhard von Bülow, německý diplomat a státník (* 3. května 1849)
  - James Ricalton, cestovatel, vynálezce a fotograf (* 1844)
- 1930 – Mary Harrisonová McKeeová, dcera amerického prezidenta Harrisona, první dáma USA 1892-1893 (* 3. dubna 1858)
- 1931 – Jack Robinson, anglický fotbalový brankář (* 22. dubna 1870)
- 1939 – Alice Brady, americká herečka (* 2. listopadu 1892)
- 1941 – Filipp Isajevič Gološčokin, sovětský státní a partajní činovník (* 26. února 1876)
- 1944 – František Bass, dětský básník (* 4. září 1930)
- 1959 – Camilo Cienfuegos, kubánský revolucionář (* 6. února 1932)
- 1974
  - David Jones, anglický básník a malíř (* 1. listopadu 1895)
  - Everaldo, brazilský fotbalista (* 11. září 1944)
- 1975 – Oliver Nelson, americký jazzový saxofonista (* 4. června 1932)
- 1986 – John Braine, anglický spisovatel (* 13. dubna 1922)
- 1989 – Julija Solncevová, ruská filmová herečka a režisérka (* 7. srpna 1901)
- 1992 – Jerzy Jesionowski, polský prozaik a dramatik (* 7. listopadu 1919)
- 1993 – Jurij Michajlovič Lotman, sovětský sémiotik (* 28. února 1922)
- 1996 – Karol Jokl, slovenský fotbalista, československý reprezentant (* 29. srpna 1945)
- 1998 – Ted Hughes, anglický básník (* 17. srpna 1930)
- 1999 – Rafael Alberti, španělský spisovatel (* 16. prosince 1902)
- 2005 – Richard Smalley, americký chemik, objevitel fullerenů, držitel Nobelovy ceny (* 6. června 1943)
- 2007 – Porter Wagoner, americký country zpěvák (* 12. srpna 1927)
- 2010
  - Robert Ellenstein, americký herec (* 18. června 1923)
  - Ehud Necer, izraelský archeolog (* 13. května 1934)
- 2013 – Tadeusz Mazowiecki, premiér Polska (* 18. dubna 1927)
- 2014
  - Erika Weinzierlová, rakouská historička (* 6. června 1925)
  - Daniel Boulanger, francouzský herec, spisovatel, básník a dramatik (* 24. ledna 1922)
  - Galway Kinnell, americký spisovatel (* 1. února 1927)
- 2022 – Jerry Lee Lewis, americký zpěvák, skladatel a pianista (* 29. září 1935)
- 2023 – Matthew Perry, americko-kanadský herec a komik (* 19. srpna 1969)
- 2024 – Paul Morrissey, americký filmový režisér (* 23. února 1938)

## Svátky

### Česko
- Státní svátek: Den vzniku samostatného československého státu
- Juda, Tadeáš
- Alfréd
- Socialistický kalendář:
  - Vyhlášení samostatnosti Čechů a Slováků (1918)
  - Den znárodnění (1945) – významný den Československé socialistické republiky
  - Schválení zákona o československé federaci (1968)

### Svět
- (Řecko, Kypr a řecká diaspora): Den Ochi

### Liturgický kalendář
- Svatí Šimon a Juda
- Abdijáš, první babylonský biskup
- Eadsige
- Faro
- Firmilian
- Fidelis of Como (římskokatolická církev)
- Godwin ze Stavelotu
- Abgar V. z Edessy (Východní ortodoxní církev)

## Pranostiky
Česká republika
| 28. říjen v pražském KlementinuÚdaje jsou platné k 8. 7. 2025. | 28. říjen v pražském KlementinuÚdaje jsou platné k 8. 7. 2025. | 28. říjen v pražském KlementinuÚdaje jsou platné k 8. 7. 2025. |
| minimum                                                        | denní průměr                                                   | maximum                                                        |
| -------------------------------------------------------------- | -------------------------------------------------------------- | -------------------------------------------------------------- |
| −5,1 °C (1866)                                                 | 8,0 °C (od 1961)                                               | 23,2 °C (2013)                                                 |

- Na svatého Šimoniše přikluše k nám zima tiše.
- Šimona a Judy – zima je všudy.
- Šimona a Judy – zima leze z půdy.
- Šimona a Judy – kožich sneste s půdy.
- Šimona a Judy – tuhnou na poli hrudy.
- Šimona a Judy – buď sníh, nebo hrudy.
- Po Šimoně a Judy, naděj se sněhu nebo hrudy.
- Šimona a Judy – kamenem nerozrazíš hrudy.
- Svatý Šimon a Juda počasí o Vánocích ovládá.
- Šimona a Judy – sneste z půdy chůdy.
- Na Šimona a Judy leze kočka z půdy.
- Na Šimona a Judy leze zima z búdy a nemá-li moci, přijde na Vše svaté (1. 11.) v noci.
- Od Šimona a Judy paste, pasáci, všudy!
- Šimona a Judy biče schovejte, kyje řezejte, rukavice vyndejte!
- Šimona a Judy vyhání hlídače z búdy.